# 苹果彗星
《苹果彗星》是1980年清版射击游戏，由汤姆·吕尔斯编写、加州太平洋发行。《苹果彗星》仿制了雅达利的《爆破彗星》，小行星都是苹果形。

## 评价
福里斯特·约翰逊在第42期《太空玩家》中评测了《苹果彗星》。他称「我从未想过为何有人会派一艘完美的飞船去打小星星，但若这是你的故事，你会喜欢这款游戏」。
《创意电脑》将该作和《The Asteroid Field》与《Asteron》一起评测，称「对《爆破彗星》爱好者而言，这三款游戏都是好选择」。